# Souvenir: The Singles 2004-2012
Souvenir: The Singles 2004–2012 é o primeiro álbum dos melhores êxitos da banda Kaiser Chiefs, lançado a 4 de Junho de 2012. O disco traz com exclusividade o single "Listen to Your Head".

## Faixas
Todas as canções escritas e compostas por Ricky Wilson, Andrew White, Simon Rix, Nick Baines e Nick Hodgson.
1. "Oh My God" – 3:35
2. "Ruby" – 3:23
3. "I Predict A Riot" – 3:52
4. "Never Miss A Beat" – 3:08
5. "Everything Is Average Nowadays" – 2:44
6. "The Angry Mob" – 4:47
7. "Listen to Your Head" – 4:06
8. "Everyday I Love You Less and Less" – 3:37
9. "Little Shocks" – 4:14
10. "Love's Not a Competition (But I'm Winning)" – 4:41
11. "Good Days Bad Days" – 3:07
12. "On The Run" – 5:35
13. "You Can Have It All" – 3:25
14. "Modern Way" – 3:55
15. "Man on Mars" – 3:48
16. "Kinda Girl You Are" – 2:36